# Trinitate

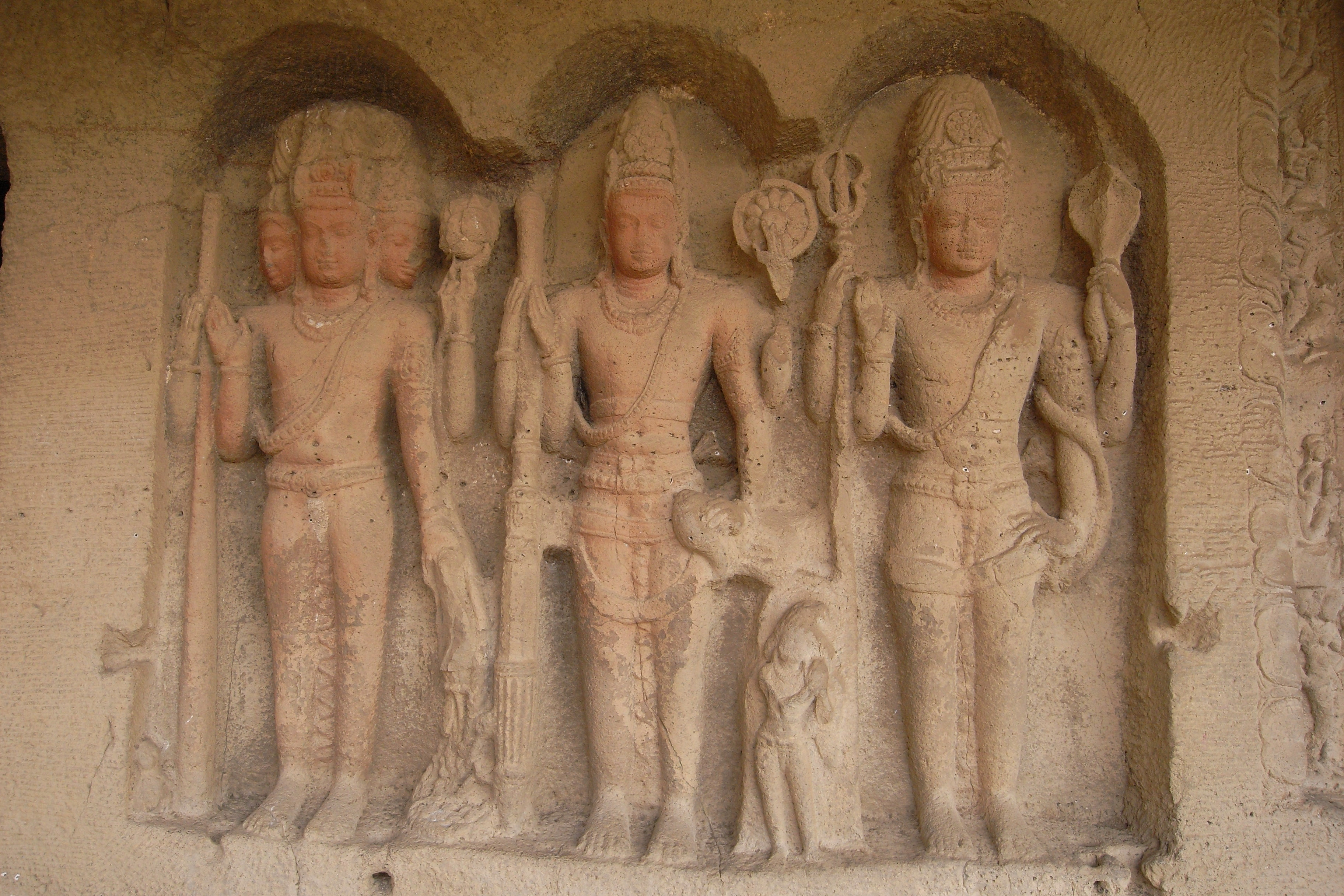
Trimurti: Brahma, Vishnu, Shiva

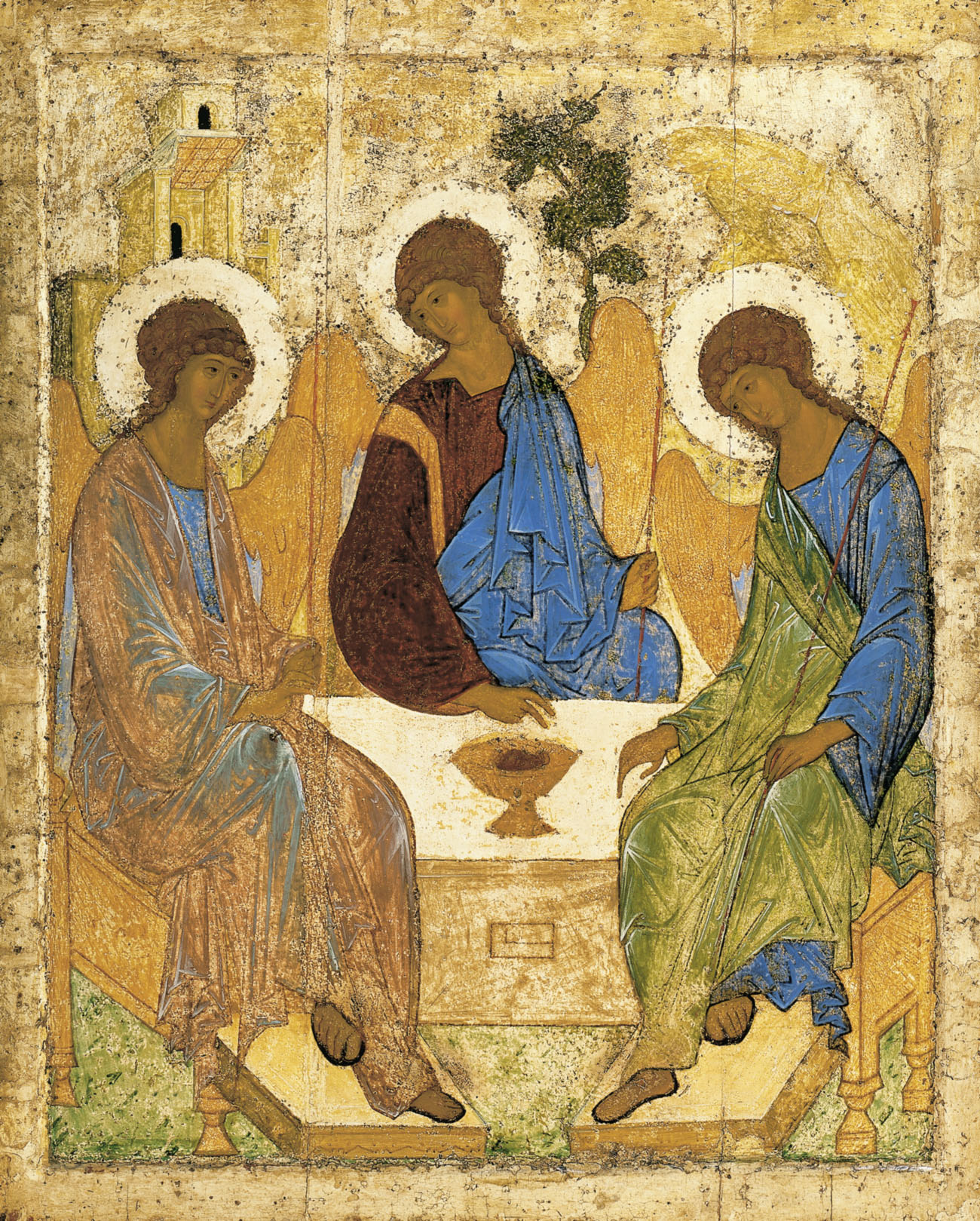
Sfânta Treime, icoană de Andrei Rubliov

Triada sau trinitatea este în religie uniunea a trei ființe mitice, respectiv a trei zeități.

## În hinduism
- Trimurti

## În creștinism
- Sfânta Treime

## Alte religii
- În mitologia etruscă, Tinia, Uni și Menrva, formează o trinitate.
- În mitologia romană, apare "triada Capitolină" formată din Jupiter, Minerva și Iuno, dar și triada Iupiter (care reprezenta suveranitatea), Mars (care reprezenta funcția războinică) și Quirinus (care reprezenta funcția nutritivă și protectoare).
- În mitologia nordică, apar cele trei norne (divinități ale destinului) Skuld, Verdandi și Urd sau Urdhr.
- În mitologia lusitană, Runesocesius, împreună cu Ataegina și Endovelicus, formează o altă trinitate.
- În mitologia egipteană apar, succesiv

- triada Khnum-Satet-Anuket de la Elephantine, unde zeul suprem era Khnum;
- triada Amon-Mut-Khonsu de la Teba, unde zeul suprem era Amon și
- triada Ptah-Sekhmet-Nefertem de la Memphis, neobișnuită pentru că zeii nu erau înrudiți înainte ca triada să fie formată; unde zeul suprem era Ptah.

- În Mesopotamia, triada a fost formată din zeul lună Sin, zeul soare Samas și zeul furtunii Adad.
- În religia asiro-babiloniană, în fruntea tuturor zeilor se afla triada formată din Anu, Enlil și Enki